# Gene Wiley
Eugene Wiley, detto Gene (Wichita, 12 novembre 1937), è un ex cestista statunitense, professionista nella NBA e nella ABA.

## Carriera
È stato selezionato dai Los Angeles Lakers al secondo giro del Draft NBA 1962 (15ª scelta assoluta).